# Catherine Van de Heyning
Catherine Judith Mariette Van de Heyning (Schoten, 9 juli 1983) is een Belgische juriste, docente en parketmagistrate. Ze is als docent verbonden aan de Universiteit Antwerpen.

## Loopbaan
Catherine Van de Heyning is master in de rechten (UA, 2006), haalde in 2007 nog een LLM aan het University College London en promoveerde in Antwerpen in 2011 tot doctor in de rechten met het proefschrift Fundamental rights lost in complexity? The multilevel protection of human rights in the European legal space. Ze is sinds 2016 houder van het getuigschrift van de bijzondere opleiding Cassatieprocedure in strafzaken en heeft ook diploma's in international human rights lawyering (Universiteit van Oxford) en in het recht van het Internationaal Strafhof (NUI Galway).
Sinds 1 juli 2007 is ze lid van de Antwerpse onderzoeksgroep Overheid en Recht (Government and Law).
Ze is docente aan de Universiteit Antwerpen en doceert op de Faculteit Rechten het vak European Fundamental Rights Law. Van 2011 tot 2012 doceerde ze aan de Universiteit Leiden, van 2014 tot 2016 aan de UCLL en van 2016 tot 2018 aan de VUB.
Sinds 2016 is ze lid van het Legal Experts Advisory Panel (LEAP) van de ngo Fair Trials. Ze adviseerde ook de Belgische wetgever inzake cybergeweld en de niet-consensuele verspreiding van intieme beelden in het kader van het BELSPO @ntidote-project. In oktober 2020 werd ze verkozen voor het adviescomité van onafhankelijke experts van de Mensenrechtenraad van de Verenigde Naties in Genève om drie jaar advies te geven. In oktober 2023 werd ze opnieuw verkozen voor een termijn van drie jaar.
Ze is redactielid van het Tijdschrift voor Mensenrechten (sinds 2013) en van het Tijdschrift voor Strafrecht (sinds 2015).
Daarnaast was ze tot en met december 2020 actief als advocate, gespecialiseerd in cybercriminaliteit. Sinds januari 2021 is ze substituut-procureur des Konings bij het Openbaar Ministerie van Antwerpen, afdeling Mechelen.
In 2022 startte haar eerste zesjarige mandaat als lid van de raad van bestuur van het Mensenrechteninstituut.
Van de Heyning wordt door de media regelmatig gevraagd om als expert uitleg te geven over gebeurtenissen die met haar vakgebied in contact komen.

## Politiek
Van de Heyning zetelde van 2006 tot 2012 in de Antwerpse provincieraad voor sp.a-Spirit. Ze was met 23 jaar het jongste provincieraadslid van Vlaanderen.
In 2012 stond ze bij de Antwerpse gemeenteraadsverkiezingen op de 19de plaats voor sp.a en bij de districtraadsverkiezingen op de 16de plaats (district Antwerpen, ook voor sp.a). Ze werd verkozen voor de districtsraad.

## Prijzen
- Emile Zola-prijs (SamPol) (2008)[29]

Ze werd eerste laureate met Over de rol van wraak in de formatie, een koningsdrama.

## Academische publicaties
- Van de Heyning, C., Popelier, P. en Van Nuffel, P., Human rights protection in the European legal order: the interaction between the European and and the national courts (Law and Cosmopolitan Values), Mortsel, Intersentia, 2011, 380 p. – ISBN 9781780680101

In de Externe links van dit artikel is een lijst van alle academische publicaties te vinden.